# 馬比 (加利福尼亞州)
馬比（英語：Mabie）是位於美國加利福尼亞州普盧默斯縣的一個人口普查指定地區。

## 地理
馬比的座標為39°46′48″N 120°32′28″W / 39.78000°N 120.54111°W，而該地最高點為海拔高度1488米（即4882英尺）。

## 人口
根據2010年美國人口普查的數據，馬比的面積為9.425平方千米，均為陸地。當地共有人口161人，而人口密度為每平方千米17人。